# Johnstonalia axilliflora
Johnstonalia axilliflora là một loài thực vật có hoa trong họ Táo. Loài này được (M.C. Johnst.) Tortosa mô tả khoa học đầu tiên năm 2006.